# Рапунцель

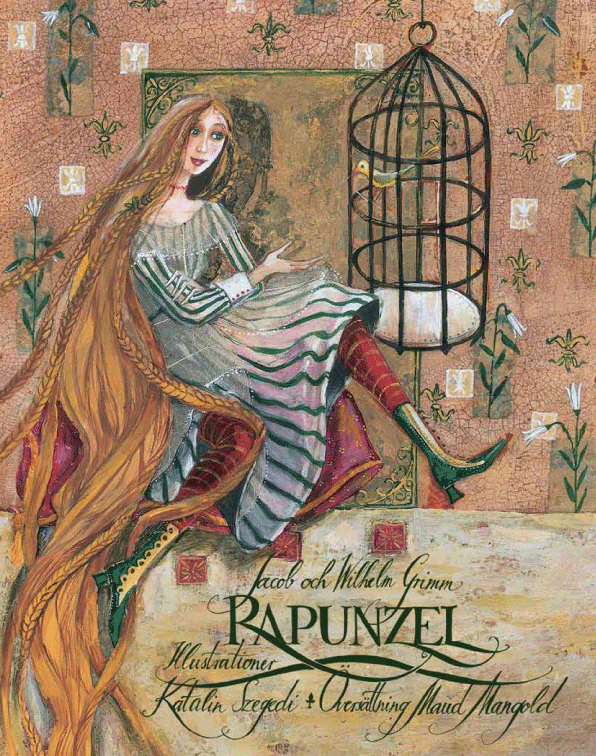
Обкладинка книги «Рапунцель»

Рапунцель (нім. Rapunzel) — німецька казка, опублікована братами Грімм у збірці «Казки братів Грімм» (1812 р.). Є адаптацією казки «Персінет», написаної Мадмуазель де Ла-Форс ще у 1698 році. Її сюжет був використаний і пародіюється в різних медіа, а його найвідоміша фраза («Рапунцель, Рапунцель, розпусти своє волосся») є ідіомою поп-культури.
Згідно з класифікацією Аарне-Томпсона для казок, належить до 310 типу — «Діва у вежі».
Казка створена за мотивами житія святої Варвари, яка за волею батька мешкала у високій башті

## Сюжет
Самотня пара, що мріє про дитину, живе поблизу обгородженого стіною саду чаклунки. Жінка нарешті вагітніє. Під впливом своєї довгоочікуваної вагітності у неї виникає бажання спробувати рослину з саду чаклунки. За однією з версій казки, це — rapunzel plant, — валер'яна, за іншою — дзвіночок рапунцель. Оскільки жінка дуже хотіла спробувати цієї рослини, вночі її чоловік пробрався у сад, щоб нарвати рапунцель. Але, коли він спускався з огорожі, чаклунка побачила його і звинуватила у крадіжці. Він просив відпустити його, і тоді чаклунка погоджується за умови, що подружжя віддасть їй дитину, коли та народиться. Не маючи іншого вибору, чоловік погоджується. Коли дитина народжується, чаклунка забирає її і називає Рапунцель на честь рослини, якої так хотілось її матері.
Рапунцель росте дуже красивою дівчиною з довгим золотистим волоссям. Коли дівчинці виповнюється 12, чаклунка замикає її у вежі посеред лісу. Там немає ні сходів, ні дверей, а лише одна кімната і одне вікно. Щоб відвідати Рапунцель у вежі, чаклунка стає на підніжжі і кричить: «Рапунцель, Рапунцель, розпусти своє волосся». Почувши ці слова, дівчина зачіпає волосся за гачок біля вікна і спускає його мачусі.
Одного разу лісом проїжджав принц. Він почув спів Рапунцель і зачаровано починає шукати місце, звідки лунає неземний голос. Таким чином він знаходить вежу, у яку, зрозуміло, неможливо увійти. Принц часто приходить до вежі, щоб послухати спів Рапунцель. І ось одного разу він побачив, як чаклунка дістається до вікна, і після того, як та йде геть, також просить Рапунцель спустити волосся. Вони знайомляться і зрештою принц пропонує дівчині одружитись. Вона погоджується.
Принц приходить до Рапунцель щоночі, щоб чаклунка не знала про нього. Разом з дівчиною вони планують втечу з вежі. Але план так і не вдалося використати. Рапунцель через неуважність розповідає чаклунці про принца: в одній із версій дівчина каже, що її сукня затісна на неї (що символізує вагітність Рапунцель), в іншій — запитує мачуху, чому її підіймати волоссям важче, ніж принца. Розлючена чаклунка обрізає волосся Рапунцель і виганяє її у ліс.
Того ж вечора до вежі приходить принц. Чаклунка спускає йому обрізане волосся дівчини, але у вежі замість дівчини він знаходить чаклунку. Вона каже принцу, що він більше ніколи не побачить Рапунцель. За однією із версій, згорьований принц викидається з вікна вежі і паде на колючі кущі, що виколюють йому очі, за іншою — чаклунка штовхає принца з вікна і той, виколовши очі об колючки, залишається сліпим.
Протягом кількох місяців він блукає лісом, де Рапунцель вже живе з новонародженими двійнятами — хлопчиком і дівчинкою. Одного разу Рапунцель сиділа біля струмка і почала співати. Принц почув її голос і знайшов дівчину. Коли вони знову зустрілися, сльози Рапунцель повернули принцу зір. Він забирає Рапунцель і дітей до свого королівства, і вони живуть довго і щасливо.
За однією з версій казки, волосся Рапунцель чарівним чином знову виростає, коли його торкається принц.
Інша історія закінчується тим, що чаклунка, піднявши принца на вежу, необачно кинула волосся з вежі на землю і тому навіки залишилась ув'язненою у вежі.